# Eleições autárquicas de 2009 em Vila Franca de Xira
As eleições autárquicas de 2009 serviram para eleger os diferentes órgãos do poder local no concelho de Vila Franca de Xira.
Maria da Luz Rosinha, autarca desde 1997 pelo Partido Socialista, foi novamente reeleita com cerca de 44,0% dos votos mas sem a maioria na vereação que detinha antes das eleições, ao eleger 5 dos 11 vereadores.
A Coligação Democrática Unitária obteve o seu pior resultado de sempre, num concelho que foi governado pela CDU até 1997, ao ficar pelos 23,8% e 3 vereadores.
A coligação de centro-direita entre PSD, CDS, PPM e MPT obteve um resultado espectacular, ao passar de 1 para 3 vereadores e ao conseguir 23,5% dos votos.

## Resultados Oficiais

### Câmara Municipal
| Partido                 | Partido                        | Votos   | %               | +/-  | Vereadores | +/-     |
| ----------------------- | ------------------------------ | ------- | --------------- | ---- | ---------- | ------- |
|                         | Partido Socialista             | 24 141  | 43,98 / 100,00  | 2,16 | 5 / 11     | Estável |
|                         | Coligação Democrática Unitária | 13 111  | 23,88 / 100,00  | 1,40 | 3 / 11     | Estável |
|                         | PSD-CDS-PPM-MPT                | 12 820  | 23,35 / 100,00  | 6,98 | 3 / 11     | 2       |
|                         | Bloco de Esquerda              | 3 199   | 5,83 / 100,00   | 0,67 | 0 / 11     | Estável |
| Votos Inválidos         | Votos Inválidos                | 1 622   | 2,95 / 100,00   | 2,75 |            |         |
| Total                   | Total                          | 54 893  | 100,00 / 100,00 |      | 11 / 11    | 2       |
| Eleitorado/Participação | Eleitorado/Participação        | 105 182 | 52,19 / 100,00  | 0,35 |            |         |

### Assembleia Municipal
| Partido                 | Partido                        | Votos   | %               | +/-  | Deputados | +/-     |
| ----------------------- | ------------------------------ | ------- | --------------- | ---- | --------- | ------- |
|                         | Partido Socialista             | 22 686  | 41,33 / 100,00  | 1,28 | 14 / 33   | 2       |
|                         | Coligação Democrática Unitária | 14 082  | 25,65 / 100,00  | 0,91 | 9 / 33    | 1       |
|                         | PSD-CDS-PPM-MPT                | 12 403  | 22,60 / 100,00  | 5,38 | 8 / 33    | 3       |
|                         | Bloco de Esquerda              | 3 989   | 7,27 / 100,00   | 0,36 | 2 / 33    | Estável |
| Votos Inválidos         | Votos Inválidos                | 1 730   | 3,15 / 100,00   | 2,83 |           |         |
| Total                   | Total                          | 54 890  | 100,00 / 100,00 |      | 33 / 33   | 6       |
| Eleitorado/Participação | Eleitorado/Participação        | 105 182 | 52,19 / 100,00  | 0,35 |           |         |

### Juntas de Freguesia
| Partido                 | Partido                        | Votos   | %               | +/-  | Presidentes | +/-     | Mandatos  | +/- |
| ----------------------- | ------------------------------ | ------- | --------------- | ---- | ----------- | ------- | --------- | --- |
|                         | Partido Socialista             | 22 807  | 42,00 / 100,00  | 0,24 | 9 / 11      | Estável | 65 / 135  | 3   |
|                         | Coligação Democrática Unitária | 15 564  | 28,66 / 100,00  | 1,92 | 2 / 11      | Estável | 43 / 135  | 3   |
|                         | PSD-CDS-PPM-MPT                | 11 347  | 20,90 / 100,00  | 4,01 | 0 / 11      | Estável | 23 / 135  | 5   |
|                         | Bloco de Esquerda              | 2 891   | 5,32 / 100,00   | 0,43 | 0 / 11      | Estável | 4 / 135   | 1   |
| Votos Inválidos         | Votos Inválidos                | 1 694   | 3,12 / 100,00   | 2,75 |             |         |           |     |
| Total                   | Total                          | 54 303  | 100,00 / 100,00 |      | 11 / 11     |         | 135 / 135 | 6   |
| Eleitorado/Participação | Eleitorado/Participação        | 105 182 | 51,63 / 100,00  | 0,21 |             |         |           |     |

## Resultados por Freguesia

### Câmara Municipal
| Freguesia               | %     | %     | %                | %    | Votantes |
| Freguesia               | PS    | CDU   | PSD-CDS- PPM-MPT | BE   | Votantes |
| ----------------------- | ----- | ----- | ---------------- | ---- | -------- |
| Alhandra                | 51,74 | 28,10 | 12,18            | 5,70 | 3 334    |
| Alverca do Ribatejo     | 41,28 | 26,26 | 24,14            | 5,19 | 12 072   |
| Cachoeiras              | 58,99 | 23,29 | 10,63            | 4,05 | 395      |
| Calhandriz              | 46,05 | 28,85 | 19,57            | 2,96 | 506      |
| Castanheira do Ribatejo | 46,70 | 29,35 | 17,22            | 4,04 | 3 240    |
| Forte da Casa           | 50,84 | 13,98 | 27,02            | 6,01 | 4 892    |
| Póvoa de Santa Iria     | 38,92 | 21,17 | 29,94            | 6,90 | 10 894   |
| São João dos Montes     | 47,60 | 26,83 | 18,17            | 4,63 | 2 311    |
| Sobralinho              | 52,34 | 21,60 | 18,75            | 5,10 | 2 176    |
| Vialonga                | 37,78 | 31,15 | 22,26            | 5,88 | 6 906    |
| Vila Franca de Xira     | 47,50 | 19,40 | 22,68            | 6,75 | 8 167    |
| Vila Franca de Xira     | 43,98 | 23,88 | 23,35            | 5,83 | 54 893   |

### Assembleia Municipal
| Freguesia               | %     | %     | %                | %    | Votantes |
| Freguesia               | PS    | CDU   | PSD-CDS- PPM-MPT | BE   | Votantes |
| ----------------------- | ----- | ----- | ---------------- | ---- | -------- |
| Alhandra                | 46,40 | 30,65 | 12,48            | 8,07 | 3 334    |
| Alverca do Ribatejo     | 39,82 | 27,72 | 22,49            | 6,62 | 12 072   |
| Cachoeiras              | 56,20 | 24,56 | 11,14            | 4,56 | 395      |
| Calhandriz              | 44,27 | 30,24 | 17,00            | 6,13 | 506      |
| Castanheira do Ribatejo | 39,35 | 34,57 | 17,22            | 5,65 | 3 240    |
| Forte da Casa           | 50,03 | 14,88 | 25,11            | 7,50 | 4 891    |
| Póvoa de Santa Iria     | 36,77 | 22,95 | 28,91            | 8,07 | 10 894   |
| São João dos Montes     | 45,69 | 27,82 | 17,48            | 5,88 | 2 311    |
| Sobralinho              | 51,15 | 17,00 | 22,79            | 6,80 | 2 176    |
| Vialonga                | 35,60 | 33,09 | 21,32            | 6,86 | 6 905    |
| Vila Franca de Xira     | 43,24 | 20,72 | 24,01            | 8,39 | 8 166    |
| Vila Franca de Xira     | 41,33 | 25,65 | 22,60            | 7,27 | 54 890   |

### Juntas de Freguesia
| Freguesia               | 2005-2009 | 2005-2009                      | 2005-2009      | 2009-2013 | 2009-2013                      | 2009-2013      |
| ----------------------- | --------- | ------------------------------ | -------------- | --------- | ------------------------------ | -------------- |
| Alhandra                |           | Partido Socialista             | 49,52 / 100,00 |           | Partido Socialista             | 45,35 / 100,00 |
| Alverca do Ribatejo     |           | Partido Socialista             | 38,08 / 100,00 |           | Partido Socialista             | 40,90 / 100,00 |
| Cachoeiras              |           | Partido Socialista             | 63,59 / 100,00 |           | Partido Socialista             | 61,01 / 100,00 |
| Calhandriz              |           | Partido Socialista             | 45,09 / 100,00 |           | Partido Socialista             | 47,83 / 100,00 |
| Castanheira do Ribatejo |           | Coligação Democrática Unitária | 56,50 / 100,00 |           | Coligação Democrática Unitária | 58,46 / 100,00 |
| Forte da Casa           |           | Partido Socialista             | 52,61 / 100,00 |           | Partido Socialista             | 55,76 / 100,00 |
| Póvoa de Santa Iria     |           | Partido Socialista             | 37,23 / 100,00 |           | Partido Socialista             | 36,84 / 100,00 |
| São João dos Montes     |           | Partido Socialista             | 54,48 / 100,00 |           | Partido Socialista             | 48,46 / 100,00 |
| Sobralinho              |           | Partido Socialista             | 53,93 / 100,00 |           | Partido Socialista             | 53,40 / 100,00 |
| Vialonga                |           | Coligação Democrática Unitária | 46,44 / 100,00 |           | Coligação Democrática Unitária | 40,72 / 100,00 |
| Vila Franca de Xira     |           | Partido Socialista             | 49,09 / 100,00 |           | Partido Socialista             | 45,19 / 100,00 |